# Міжетнічні конфлікти

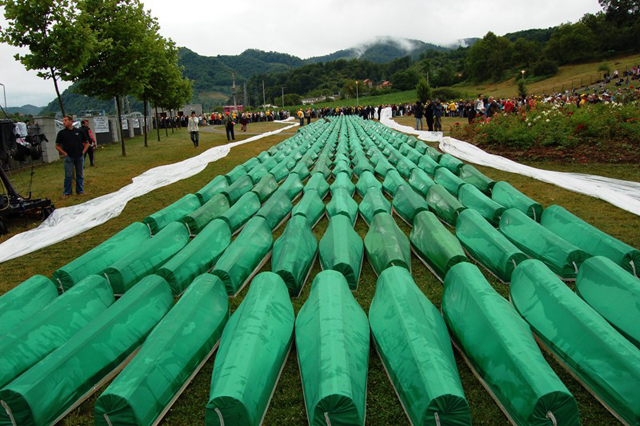
Похорони 465 упізнаних жертв розстрілів жителів Сребрениці

Міжетнічний конфлікт — конфлікт між представниками етнічних громад, які зазвичай проживають в безпосередній близькості в будь-якій державі. Оскільки «національність» в українській мові зазвичай означає те ж, що і «етнічна приналежність», то його іноді називають міжнаціональний конфлікт. Також, міжнаціональним в Україні тепер називають конфлікт між політичними націями (Політична нація), що некоректно сприймається при прямому перекладі на інші мови.

## Загальне визначення
Етноконфлікт — конфлікт між групами людей, що належать до різних етносів. Це особлива форма соціального або політичного конфлікту, який володіє деякими особливостями:
- в конфліктуючих групах вбачається поділ за етнічною ознакою;
- боку шукають підтримки в етнічно спорідненої чи етнічно дружньому середовищі;
- в окремих видах етноконфлікт етнічний фактор прагне до політизації;
- нові учасники солідаризуються з однієї зі сторін конфлікту виходячи із загальної етнічної ідентичності, навіть якщо ця позиція їм не близька;
- етноконфлікт найчастіше не є ціннісними і відбуваються навколо тих чи інших об'єктів і інтересів груп.

## Приклади
- Сирія
- Ліберія (між народностями кран і мандінка і народностями гіо і мано)
- Сомалі (між племенами дір, дарод, ісаак, хавійє, дікій та раханвайн)
- М'янма (бірманці проти шанів, каренів, кая, монів, араканців, качинів і шерегу інших)
- Судан (араби проти фор, загава та масалітів)
- Шрі-Ланка (сингали проти тамілів)
- Руанда (між народностями хуту і тутсі)